# Pico Arenizas II
Pico Arenizas II está enclavado en el Macizo Central de los Picos de Europa o macizo de los Urrieles, en la divisoria del Principado de Asturias y la provincia de León.